# Aethelstan del Sussex
Æðelstan (fl. VIII secolo) fu forse re del Sussex insieme a Noðhelm.
Poco si sa di Aethelstan. Potrebbe aver governato insieme a Nothelm prima di regnare da solo. È attestato su una lettera del 714, datazione errata per il 717,, in cui è definito Athelstan rex. Nella stessa lettera è menzionata la regina Æðelðryð, come Edeldrið regina, forse moglie di Æðelstan. Secondo Barker potrebbero essere stati i genitori del futuro re del Sussex Æðelberht.
Nel 722 Ine del Wessex attaccò il Sussex e uccise Ealdberht, un nobile esiliato dal Wessex che aveva cercato rifugio nel Sussex. Nel 726 Ine del Wessex abdicò e il Wessex e il Sussex passarono sotto il controllo di Aethelbald di Mercia.

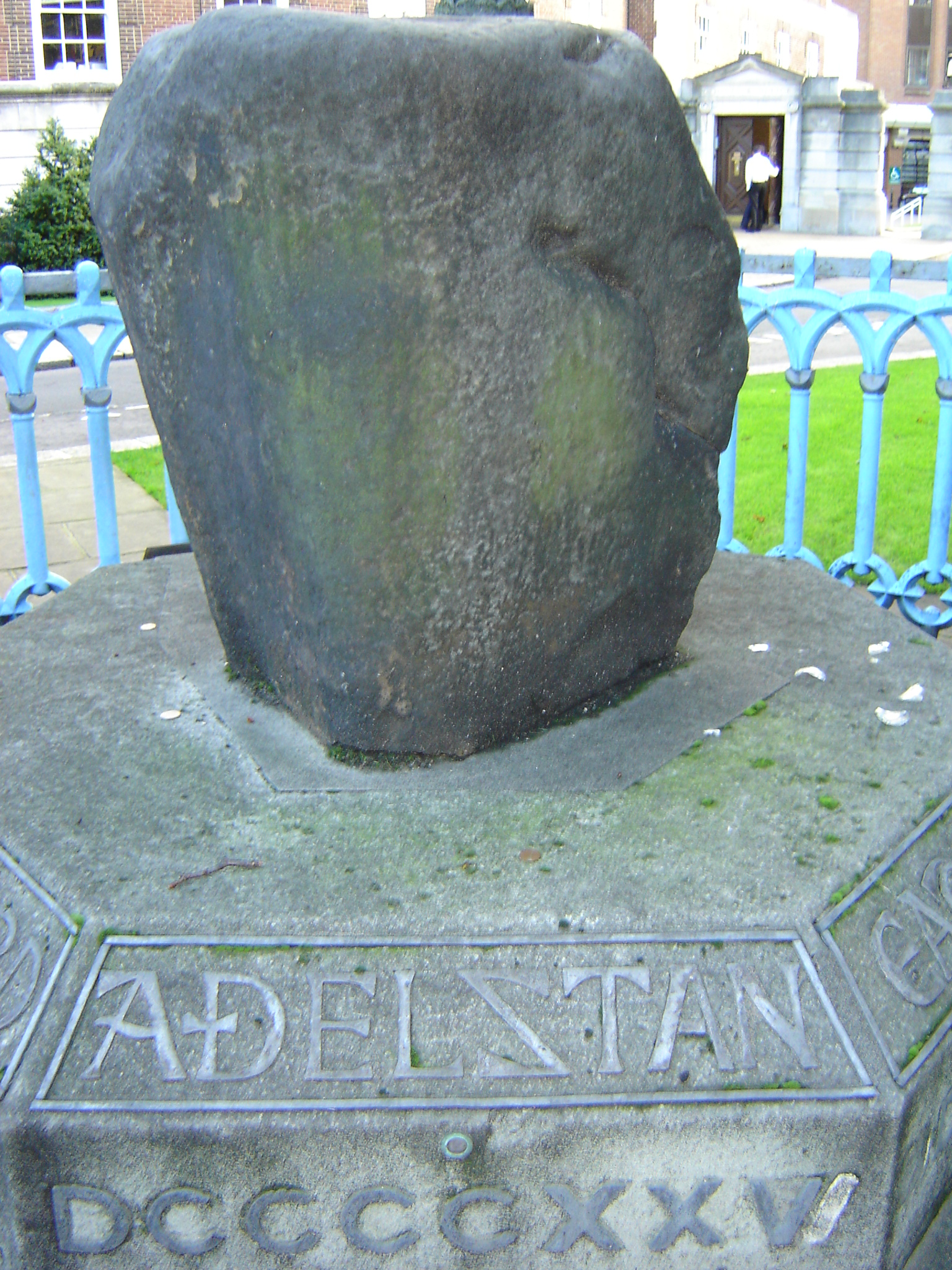
La pietra dell'incoronazione dei re Sassoni d'Inghilterra, con il nome di Athelstan (Kingston Upon Thames)